# ANNA TSUCHIYA inspi' NANA（BLACK STONES）
『ANNA TSUCHIYA inspi' NANA (BLACK STONES)』（アンナ・ツチヤ・インスピ・ナナ（ブラックストーンズ））は、土屋アンナによるANNA TSUCHIYA inspi' NANA (BLACK STONES)のイメージ・アルバム。2007年2月28日発売。

## 解説
- 土屋アンナは、日本テレビ系アニメ『NANA』に登場する架空のロックバンドBLACK STONESのボーカル・大崎ナナの歌唱キャストを務めており、その楽曲集である。
- "ANNA TSUCHIYA inspi' NANA (BLACK STONES)"としてリリースしたシングル楽曲のほか、アニメ作品中で使用された曲や、ライブ収録の曲を収録している。
- 同じく『NANA』に登場するTRAPNESTのボーカル芹澤レイラの歌唱キャストOLIVIAのアルバム『OLIVIA inspi' REIRA (TRAPNEST)』と同時リリースされた。

## 収録曲

### CD
1. rose
2. Without You
3. zero
4. scream
5. Take me out
6. 黒い涙
7. I'm addicted to you
8. LUCY
9. rose -Street Live Edition-
10. 黒い涙 -TV Live Edition-

### DVD
NANA SPECIAL STREET LIVE at Shinjuku Station Square 25th June 2006
1. rose
2. zero

黒い涙 -BLACK STONES original animation clip [TV SIZE VER]-